# ラナク・ラ
ラナク・ラ（英語: Lanak La, Lanak Pass、中国語: 拉那克山口、ヒンディー語: लानक दर्राは、カシミールにある峠である。インド・中国の国境係争地域で中国が実効支配しているアクサイチンの東の境界線上にあり、インドはこの峠を国境とみなしている。

## 歴史

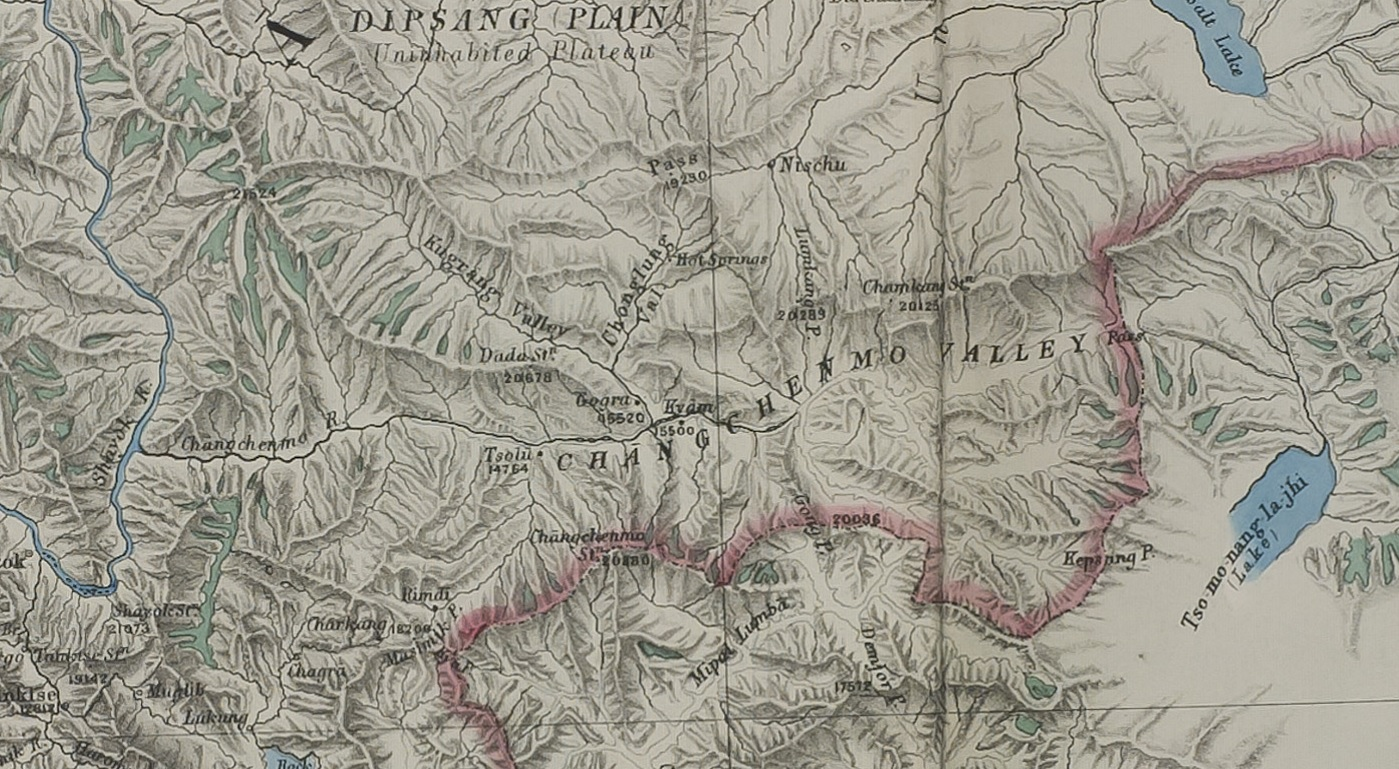
1875年にフレデリック・ドリューが作成したチャンチェンモ渓谷(Changchenmo Valley)の地図。渓谷の東端にあるラナク峠は単に"Pass"（峠）とだけ書かれており、ここに国境線が引かれている。

ラナク・ラは、ラダックとチベットとの間の国境地帯にあり、1820年のウィリアム・ムーアクロフトら、この地方を訪れた旅行者もそれを確認している。19世紀後半と20世紀初頭に訪れた何人かの旅行者は、インドとチベットの間の伝統的な国境はラナク・ラにあり、それは双方の国に受け入れられていたと述べている。
ラナク・ラまでのチャンチェンモ渓谷地域については、カシミール政府の記録が大量に残っている。歳入記録、1908年のラダック入植報告書、いくつかの調査団の報告書、1951年のジャンムー・カシミール狩猟保護法のほか、チャンチェンモ渓谷の貿易ルート、休憩所、倉庫の建設と維持に関するカシミールの文書がある。これらの文書では全て、ラナク・ラまでの渓谷地域全体をラダックの一部と位置づけていた。

## 中国の主張

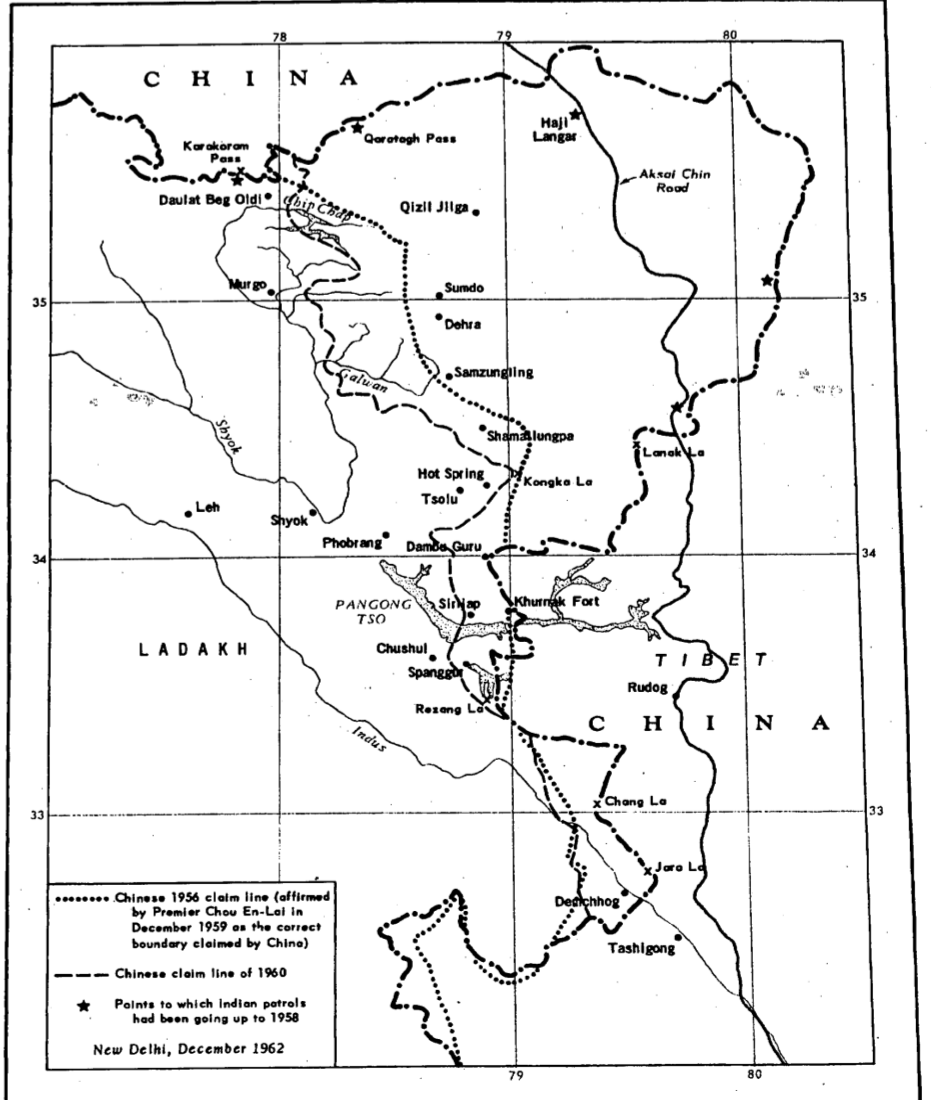
ラダックにおける中国が主張する国境線（CIA）

中国の地図でも、1951年まではラナク・ラを国境としていた。1956年、中華人民共和国は初の自国領土を規定する地図を発表し、その中ではラナク・ラの西のコンカ・ラが国境線として記されていた。
1956年まで、ラナク・ラにはインドの旗が立てられていた。1958年6月にインドの警備隊がチャンチェンモ渓谷に沿って峠を上ったときには、ラナク・ラの地域に中国の存在の兆候は見られなかった。
翌1959年には中国軍がチャンチェンモ渓谷に潜入していた。1959年10月、インド国境警備隊がコンカ・ラ付近に駐屯地を設けようとしていたところ、中国軍の待ち伏せを受けて銃撃戦となり、何人かのインド兵が死亡し、一部が捕虜にされた（コンカ・ラ事件）。
ラリー・ウォーツェルやアレン・S・ホワイティングなど、西洋の一部の学者は、コンカ・ラがチベットの伝統的な境界線であるという中国の主張を支持している。しかし、他の多くの学者は、中国の主張の矛盾を指摘している。

## 歴史的な地図

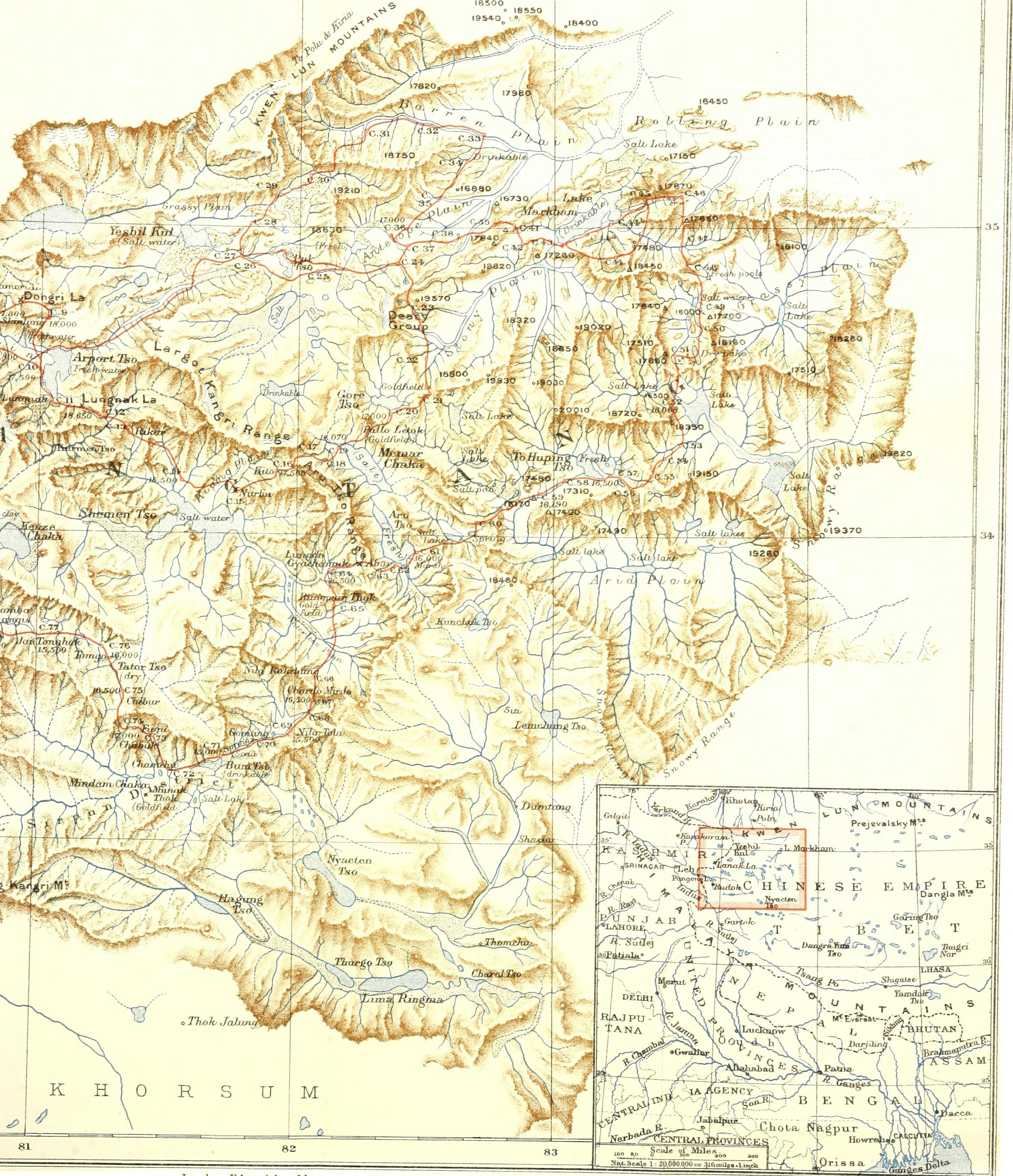
セシル・ローリング（英語版）作の1905年の地図。右下の広域図では、ラナク・ラに国境線が引かれている。
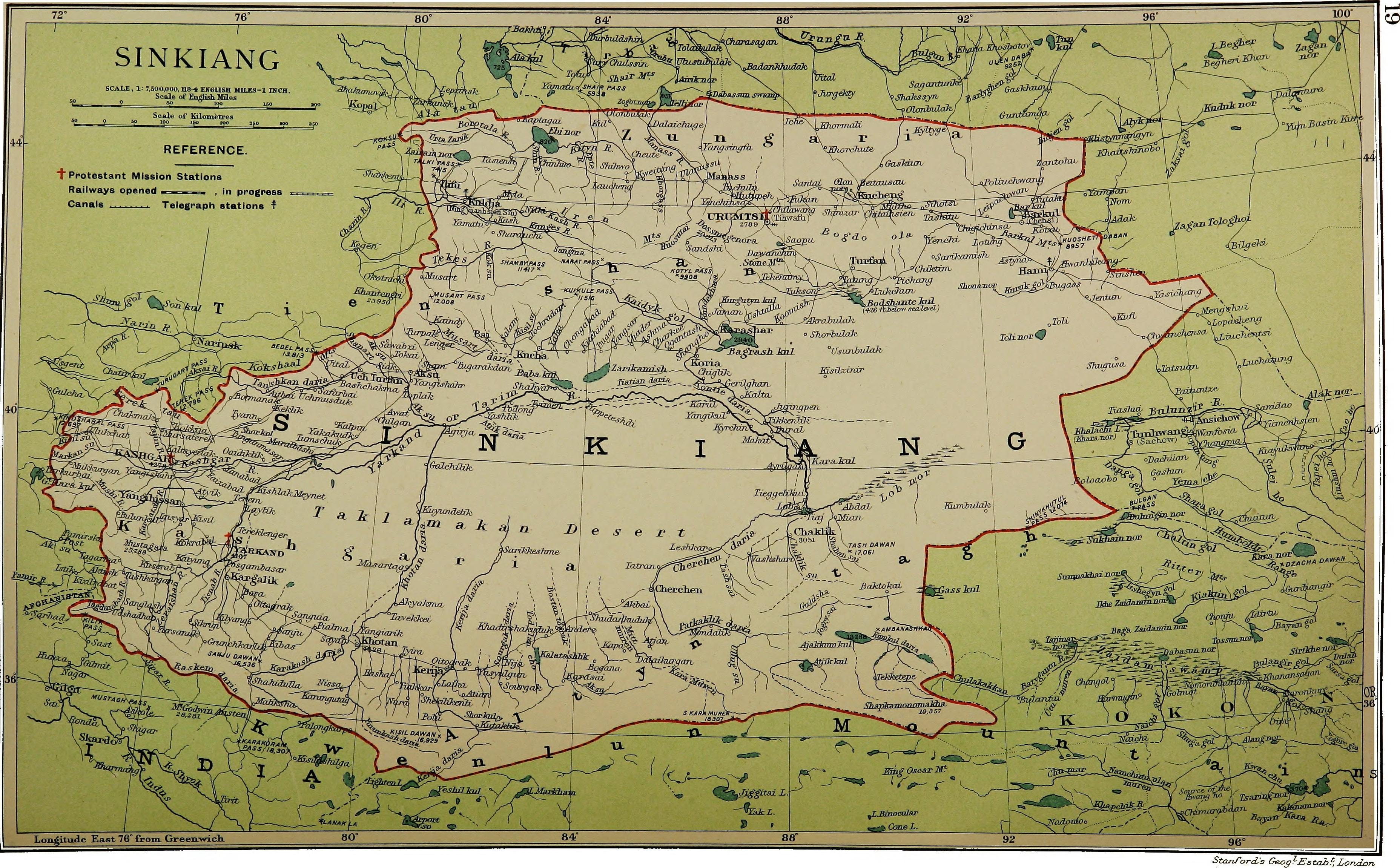
ラナク・ラを含む地図（1917年）
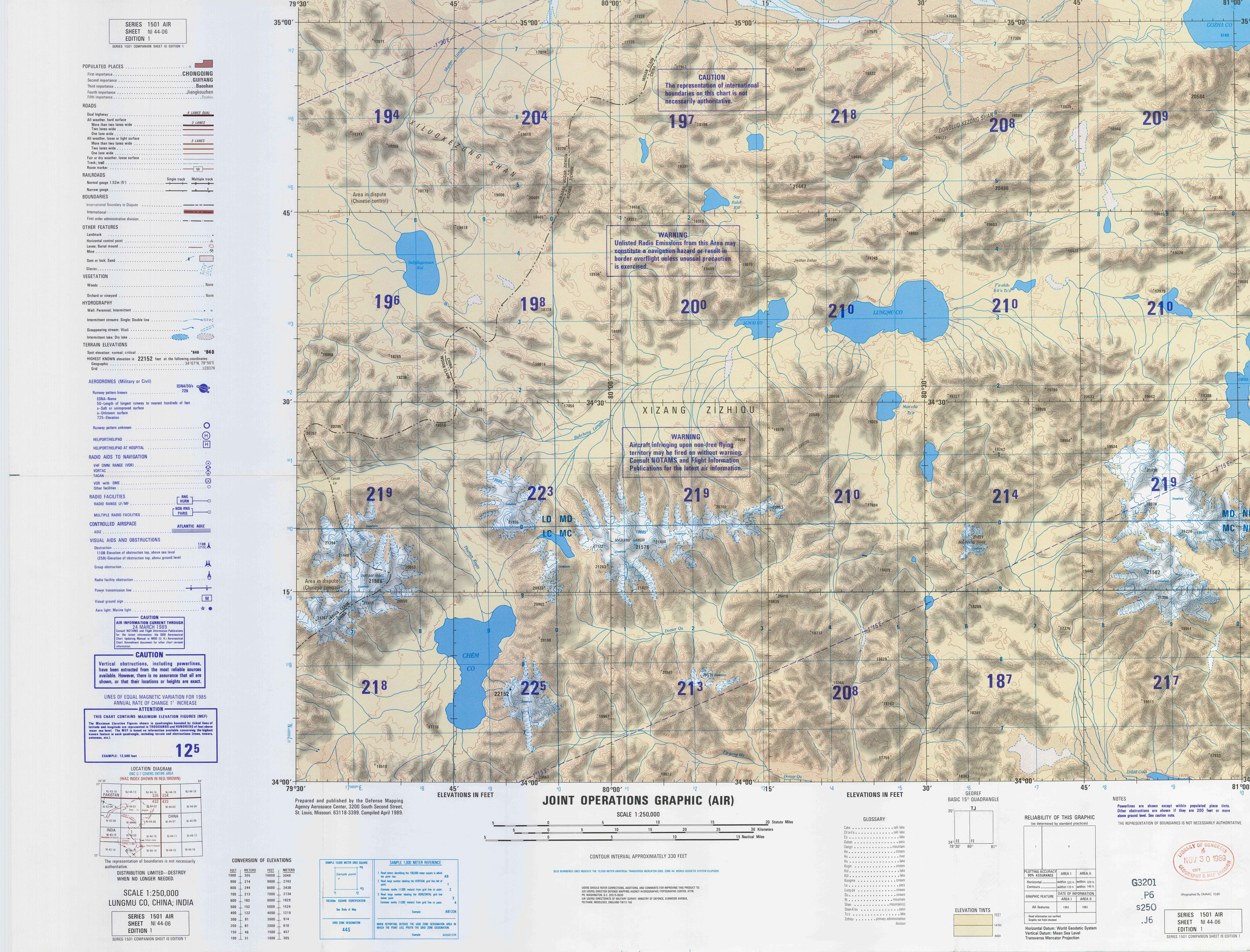
ラナク・ラを含む地図（1989年、アメリカ国防地図局(DMA)）
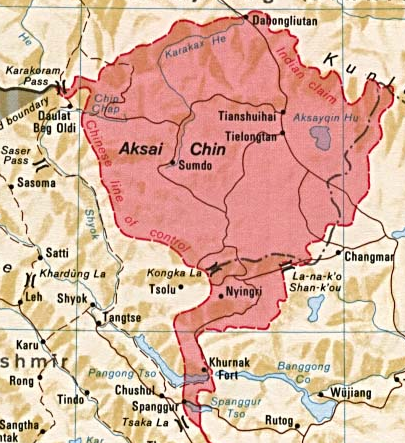
ラナク・ラを含む地図（"La-na-k'o Shan-k'ou"と書かれている）